# 近藤良平
近藤 良平（こんどう りょうへい、1968年8月20日 - ）は、日本のダンサー・振付家。彩の国さいたま芸術劇場芸術監督、ダンスカンパニー「コンドルズ」主宰。東京都出身。多摩美術大学美術学部演劇舞踊デザイン学科教授。

## 略歴
東京で生まれ、商社マンの父の転勤で生後6ヶ月で母姉とともにペルーに渡る。以後、日本、ペルー、チリ、アルゼンチンで育つ。中学生の頃に帰国。東京都立大泉高等学校、横浜国立大学教育学部卒業。大学在学中の20歳の時に1年休学し、ヨーロッパを放浪。モダンダンスを始める。
1994年に山崎広太作品にメインダンサーとして抜擢され、バニョレ国際振付コンクール本選に出場以来、笠井叡、木佐貫邦子などの作品にも出演。
1996年にダンスカンパニー「コンドルズ」を旗揚げし、全作品の構成・映像・振付を手がける。世界20ヶ国以上で公演を行い、ニューヨークタイムズ紙が絶賛、渋谷公会堂公演を即日完売させた。
2005年には、そのユニークで斬新な舞台が評価され「 朝日舞台芸術賞・寺山修司賞」を受賞。
櫻井翔主演三池崇史監督作品「ヤッターマン」の振付を担当。他にも氣志團やYUKIやフジファブリック、宮崎あおい主演『星の王子様』などの振付も担当。
2007年、野田秀樹演出、NODA・MAPの四人芝居「THE BEE」で役者デビュー。前田哲監督作品映画「ブタがいた教室」にも役者として出演。
NHK教育テレビ「からだであそぼ」をはじめ、ミュージカル、CM、コンサートなど、ジャンルを問わず振り付け師活動を行う一方、横浜国立大学、立教大学、桜美林大学、女子美術大学で非常勤講師としてダンス指導や、全国各地でワークショップを行っている。
2017年、第67回芸術選奨文部科学大臣賞を受賞。2018年、第67回横浜文化賞を受賞。
2022年4月1日、彩の国さいたま芸術劇場芸術監督（第2代）に就任。
2024年、第42回ニムラ舞踊賞受賞が決定した
（賞の授与式は12月1日予定）。
2025年、紫綬褒章を受章。

## 活動

### 振付
TV
- 「からだであそぼ」（NHK教育テレビ）「こんどうさんちのたいそう」「アイーダアイダ」他
- 「サラリーマンNEO」（NHK総合)「サラリーマン体操」
- 「てっぱん」（NHK総合）オープニングダンス
- 「みんなのうた」(NHK)「べいびー ろっく ～BABY ROCK～」[8]

他多数
映画
- 「カタクリ家の幸福」(2002年)
- 「ヤッターマン」(2009年)

楽曲PV
- 「銀河」（フジファブリック、2005年）
- 「みんなのからあげ」（からっと☆、2012年）
- 「勝利の笑みを 君と」（ウカスカジー、2014年）

### 出演
TV
- 「情熱大陸」（毎日放送）(2005年9月25日)
- 「からだであそぼ」（NHK教育テレビ）「こんどうさんちのたいそう」
- 「スタジオパークからこんにちは」（NHK総合テレビジョン）(2007年8月28日)
- 「となりのこそだて」（NHK教育テレビ）「育てた人にきいてみる　ダンサー・振付家　近藤良平の父母」
- 妖しき文豪怪談「後の日」（NHKBShi）（2010年）
- 「課外授業 ようこそ先輩」(NHK総合) (2011年4月23日)

映画
- 「ブタがいた教室」(2008年)
- 「ラッシュライフ」(2009年)
- 「極道めし」(2011年)

舞台
- 「THE BEE 日本バージョン」初演(2007年)・再演(2012年)

CM
- 「ボス シルキーブラック」
- ブルボン「くだものいっぱいゼリー」「ソースINデザート」※CMソング